# Teoman Kumbaracıbaşı
Teoman Kumbaracıbaşı (* 18. Oktober 1971 in Argentinien) ist ein argentinisch-türkischer Schauspieler.

## Leben und Karriere
Kumbaracıbaşı wurde in Argentinien als Sohn einer argentinischen Mutter und eines türkischen Vaters geboren. Im Alter von sechs Jahren kam er in die Türkei. Er schloss sein Studium an der ITU Naval Architecture Engineering ab.
Sein Debüt gab er 2004 in dem Film Yazi Tura. Anschließend trat er 2010 in Sinyora Enrica ile İtalyan Olmak auf. 2012 wurde Kumbaracıbaşı für die Serie Bir Zamanlar Osmanlı gecastet. Außerdem bekam er 2020 eine Rolle in Doğduğun ev Kaderindir. Unter anderem setzte er 2021 seine Karriere in Kuruluş Osman fort. Von 2021 bis 2022 war er in der Serie Destan zu sehen.

## Filmografie (Auswahl)
Filme
- 2004: Yazi Tura
- 2010: Sinyora Enrica ile İtalyan Olmak

Serien
- 2008: Jack Hunter
- 2012: Bir Zamanlar Osmanlı
- 2016: Kordüğüm
- 2020: Doğduğun ev Kaderindir
- 2021: Kuruluş Osman
- 2021–2022: Destan
- 2024: Mehmed: Fetihler Sultanı